# Сельское поселение Междуречье
Се́льское поселе́ние Междуре́чье — муниципальное образование в составе Кольского района Мурманской области, Россия. Административным центром сельского поселения является посёлок Междуречье.

Расстояние от административного центра поселения до районного центра, Колы, — 24 км.

## Состав
| № | Населённый пункт | Тип населённого пункта       | Население   |
| - | ---------------- | ---------------------------- | ----------- |
| 1 | Междуречье       | село, административный центр | ↘975 (2010) |
| 2 | Белокаменка      | село                         | ↘84 (2010)  |
| 3 | Килпъявр         | населённый пункт             | ↘884 (2010) |
| 4 | Минькино         | село                         | ↘433 (2010) |
| 5 | Мишуково         | населённый пункт             | ↘211 (2010) |
| 6 | Ретинское        | населённый пункт             | ↘0 (2010)   |

Ретинское и Белокаменка включены в состав сельского поселения 31 октября 2016 года. До этого они входили в состав ЗАТО Александровск.

## Население
| 2010  | 2012  | 2013  | 2014  | 2015  | 2016  | 2017  |
| ----- | ----- | ----- | ----- | ----- | ----- | ----- |
| 2503  | ↘2217 | ↘2047 | ↘1909 | ↘1836 | ↘1772 | ↘1771 |
| 2018  | 2019  | 2020  | 2021  | 2023  |       |       |
| ↘1723 | ↘1664 | ↗1691 | ↘1476 | ↘1447 |       |       |

Численность населения, проживающего на территории поселения, по данным Всероссийской переписи населения 2010 года составляет 2503 человека, из них 1260 мужчин (50,3 %) и 1243 женщины (49,7 %). Население на 1 января 2005 года составляло 2519 человек.